# Betton
Betton ist eine französische Gemeinde mit 12.775 Einwohnern (Stand 1. Januar 2022) im Département Ille-et-Vilaine in der Region Bretagne.

## Geografie
Betton liegt neun Kilometer nördlich von Rennes, der Hauptstadt der Bretagne. Die Stadt wird vom Fluss Ille durchquert, der hier einen Abschnitt des Canal d’Ille-et-Rance bildet und damit schiffbar ist. Der Kanal hat heute aber nur mehr touristische Bedeutung.
Der Ort hat einen Bahnhof an der Bahnstrecke Rennes–Saint-Malo.

## Geschichte
Das heutige Betton wurde bereits im 4. bis 5. Jahrhundert von den Franken in Besitz genommen und sie benannten es auch nach einem ihrer Anführer: Betto. Der Ort wurde bereits um 470 von gallo-römischen Missionaren christianisiert, die dort ein Kloster erbauten: monasterium Betonis.

### Bevölkerungsentwicklung
| Jahr                       | 1962 | 1968 | 1975 | 1982 | 1990 | 1999 | 2006 | 2017   |
| Einwohner                  | 2048 | 2475 | 4870 | 5907 | 7013 | 8547 | 9103 | 11.735 |
| Quellen: Cassini und INSEE |      |      |      |      |      |      |      |        |

## Städtepartnerschaften
- Moretonhampstead, Großbritannien (seit 1975)
- Altenbeken, Deutschland (seit 1993)
- Grodzisk Wielkopolski, Polen (seit 2000)
- Barberino di Mugello, Italien (seit 2004)

## Literatur

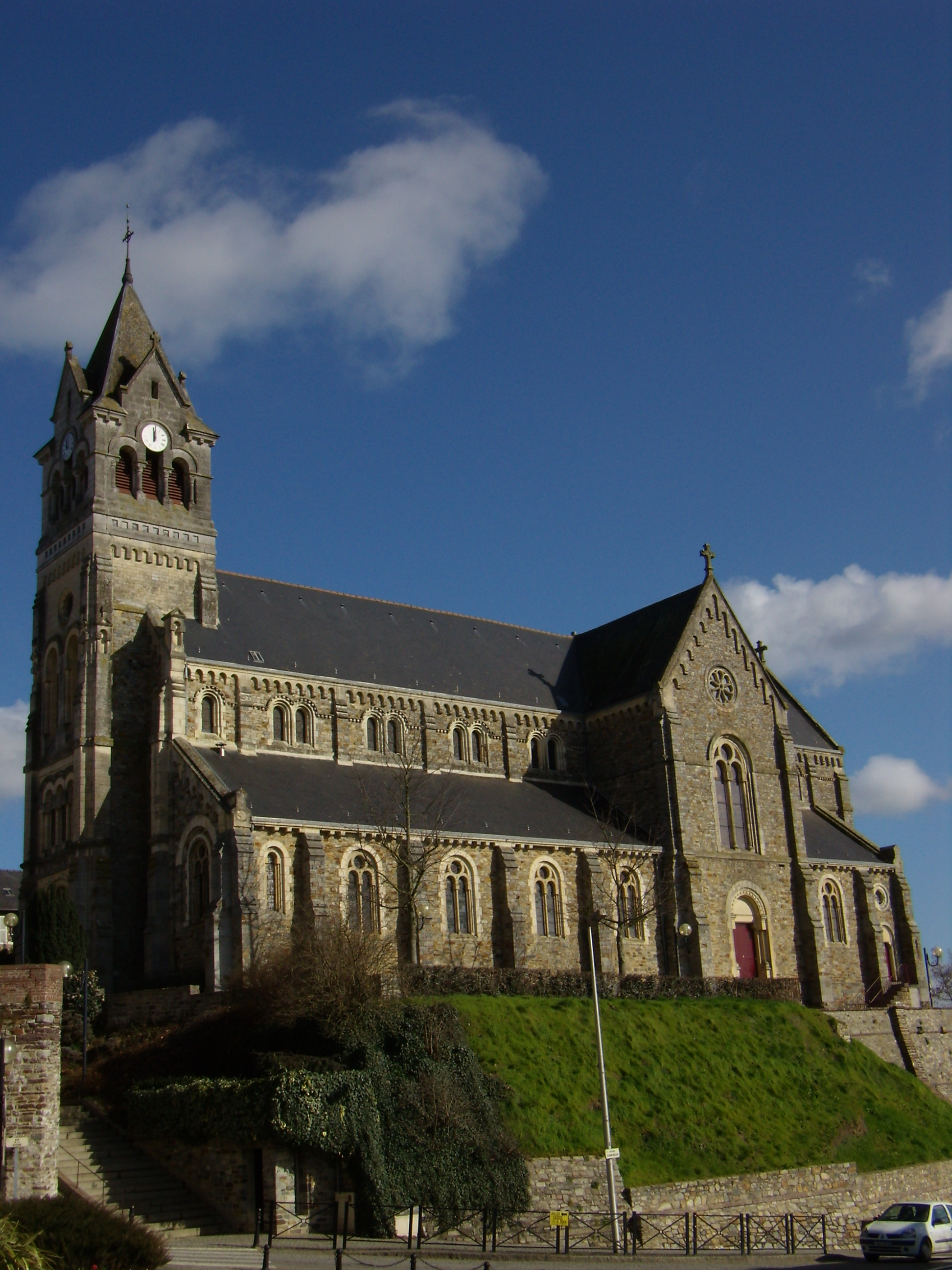
Kirche Saint-Martin in Betton